# Arthur Kaijser
Arthur Humprey Georg Kaijser, född 4 januari 1850 i Helsingborg, död 28 december 1915 i Stockholm, var en svensk apotekare.
Kaijser var son till apotekaren i Landskrona och senare Karlstad Lorentz Kayser. Han blev apotekselev i Karlstad 1866 och avlade farmacie studiosiexamen 1869 och apotekarexamen 1873. Efter tjänstgöring i Karlstad, Borås och Uppsala innehade han apoteket i Enköping 1875–1904 och drev där även en fabrik för tillverkning av mineralvatten och läskedrycker. Från 1904 och fram till sin död innehade han Apoteket Elefanten. Kaijser kom att inneha många förtroendeuppdrag inom apotekarkåren. Han tillhörde bland annat 1900 års taxekommitté och 1902 års lönekommitté samt var ordförande i 1909 års kommitté för utredning angående ordnandet av tjänstgörings- och löneförhållanden för apotekspersonal i Stockholms apotekarförening 1906–1913 och i Apotekarsocieteten 1913–1915. I Enköping var han bland annat stadsfullmäktiges vice ordförande 1887–1900 och ordförande 1900–1904 samt drätselkammarens ordförande 1891–1904. Han tillhörde Uppsala läns landsting 1892–1904 och var i Stockholm ordförande i Engelbrekts församlings kyrkobyggnadskommitté 1910–1911. Kaijser utgav sina 1877–1879 utförda undersökningar över käll- och brunnsvatten i Enköping samt publicerade uppsatser med mera i Farmaceutisk tidskrift. År 1891 invaldes han i Svenska Läkaresällskapet. Arthur Kaijser är begravd på Vårfrukyrkogården i Enköping.